# 幸町 (川崎市)
幸町（さいわいちょう）は、神奈川県川崎市幸区の町名。現行行政地名は幸町1丁目から幸町4丁目。住居表示は未実施。

## 地理
幸区の南東部に位置し、東と南に堀川町、西に中幸町、北に戸手と接している。

### 地価
住宅地の地価は、2025年（令和7年）1月1日時点の公示地価によれば、幸町2丁目691-2の地点で52万2000円/m²となっている。

## 歴史

### 沿革
- 1933年（昭和8年）4月 - 耕地整理により、南河原の一部（字乙居村耕地、丁居村耕地、戊大宮耕地）を分離し、幸町1丁目から幸町4丁目を新設。川崎市幸町となる。
- 1972年（昭和47年）4月1日 - 川崎市が政令指定都市の制定に伴い、幸区が新設。川崎市幸区幸町（1〜4丁目）となる[5][7]。

## 世帯数と人口
2025年（令和7年）6月30日現在（川崎市発表）の世帯数と人口は以下の通りである。
| 丁目      | 世帯数    | 人口    |
| --------- | --------- | ------- |
| 幸町1丁目 | 495世帯   | 833人   |
| 幸町2丁目 | 486世帯   | 739人   |
| 幸町3丁目 | 764世帯   | 1,414人 |
| 幸町4丁目 | 472世帯   | 772人   |
| 計        | 2,217世帯 | 3,758人 |

### 人口の変遷
国勢調査による人口の推移。
| 年                 | 人口  |
| ------------------ | ----- |
| 1995年（平成7年）  | 2,844 |
| 2000年（平成12年） | 3,132 |
| 2005年（平成17年） | 3,422 |
| 2010年（平成22年） | 3,536 |
| 2015年（平成27年） | 3,537 |
| 2020年（令和2年）  | 3,593 |

### 世帯数の変遷
国勢調査による世帯数の推移。
| 年                 | 世帯数 |
| ------------------ | ------ |
| 1995年（平成7年）  | 1,294  |
| 2000年（平成12年） | 1,506  |
| 2005年（平成17年） | 1,690  |
| 2010年（平成22年） | 1,858  |
| 2015年（平成27年） | 1,906  |
| 2020年（令和2年）  | 1,940  |

## 学区
市立小・中学校に通う場合、学区は以下の通りとなる（2025年4月時点）。
| 丁目      | 番・番地等 | 小学校             | 中学校               |
| --------- | ---------- | ------------------ | -------------------- |
| 幸町1丁目 | 全域       | 川崎市立幸町小学校 | 川崎市立南河原中学校 |
| 幸町2丁目 | 全域       | 川崎市立幸町小学校 | 川崎市立南河原中学校 |
| 幸町3丁目 | 全域       | 川崎市立幸町小学校 | 川崎市立南河原中学校 |
| 幸町4丁目 | 全域       | 川崎市立幸町小学校 | 川崎市立南河原中学校 |

## 事業所
2021年（令和3年）現在の経済センサス調査による事業所数と従業員数は以下の通りである。
| 丁目      | 事業所数  | 従業員数 |
| --------- | --------- | -------- |
| 幸町1丁目 | 24事業所  | 166人    |
| 幸町2丁目 | 35事業所  | 215人    |
| 幸町3丁目 | 19事業所  | 51人     |
| 幸町4丁目 | 24事業所  | 136人    |
| 計        | 102事業所 | 568人    |

### 事業者数の変遷
経済センサスによる事業所数の推移。
| 年                 | 事業者数 |
| ------------------ | -------- |
| 2016年（平成28年） | 105      |
| 2021年（令和3年）  | 102      |

### 従業員数の変遷
経済センサスによる従業員数の推移。
| 年                 | 従業員数 |
| ------------------ | -------- |
| 2016年（平成28年） | 578      |
| 2021年（令和3年）  | 568      |

## 施設
- 円真寺
- 幸町児童公園

## その他

### 日本郵便
- 郵便番号 : 212-0011[3]（集配局：川崎港郵便局[18]）

### 警察
町内の警察の管轄区域は以下の通りである。
| 丁目      | 番・番地等 | 警察署   | 交番・駐在所 |
| --------- | ---------- | -------- | ------------ |
| 幸町1丁目 | 全域       | 幸警察署 | 河原町交番   |
| 幸町2丁目 | 全域       | 幸警察署 | 河原町交番   |
| 幸町3丁目 | 全域       | 幸警察署 | 河原町交番   |
| 幸町4丁目 | 全域       | 幸警察署 | 河原町交番   |